# Nati nel 1060
| Questa pagina contiene informazioni ricavate automaticamente dalle voci biografiche con l'ausilio del template Bio e di un bot. L'aggiornamento è periodico e automatico e ricostruisce completamente la pagina. Se manca una persona in questa lista, sei pregato di non aggiungerla, ma accertati piuttosto che la sua voce biografica contenga il template Bio e che i dati anagrafici siano correttamente compilati. Se il template Bio manca, inseriscilo tu stesso o, in alternativa, metti l'avviso {{tmp\|Bio}} che ne segnala la mancanza. Se i dati riportati sono sbagliati, correggi direttamente la voce biografica; le modifiche saranno visibili in questa lista entro pochi giorni. Per chiarimenti vedi il progetto biografie. La lista contiene solo le 8 persone che sono citate nell'enciclopedia e per le quali è stato implementato correttamente il template Bio. Pagina aggiornata al 13 gen 2025. |

- 9 febbraio - Papa Onorio II, papa, cardinale e vescovo cattolico italiano († 1130)
- Bernardo degli Uberti, cardinale e vescovo cattolico italiano († 1133)
- Bertoldo di Garsten, abate e santo tedesco († 1142)
- Costantino Ducas, imperatore e generale bizantino († 1081)
- Guido della Gherardesca, religioso e santo italiano († 1140)
- Oddone di Tournai, religioso, vescovo e teologo francese († 1113)
- Ruggero di Canne, vescovo e santo italiano († 1129)
- Fujiwara no Mototoshi, poeta giapponese († 1142)